# قالب (غذا)

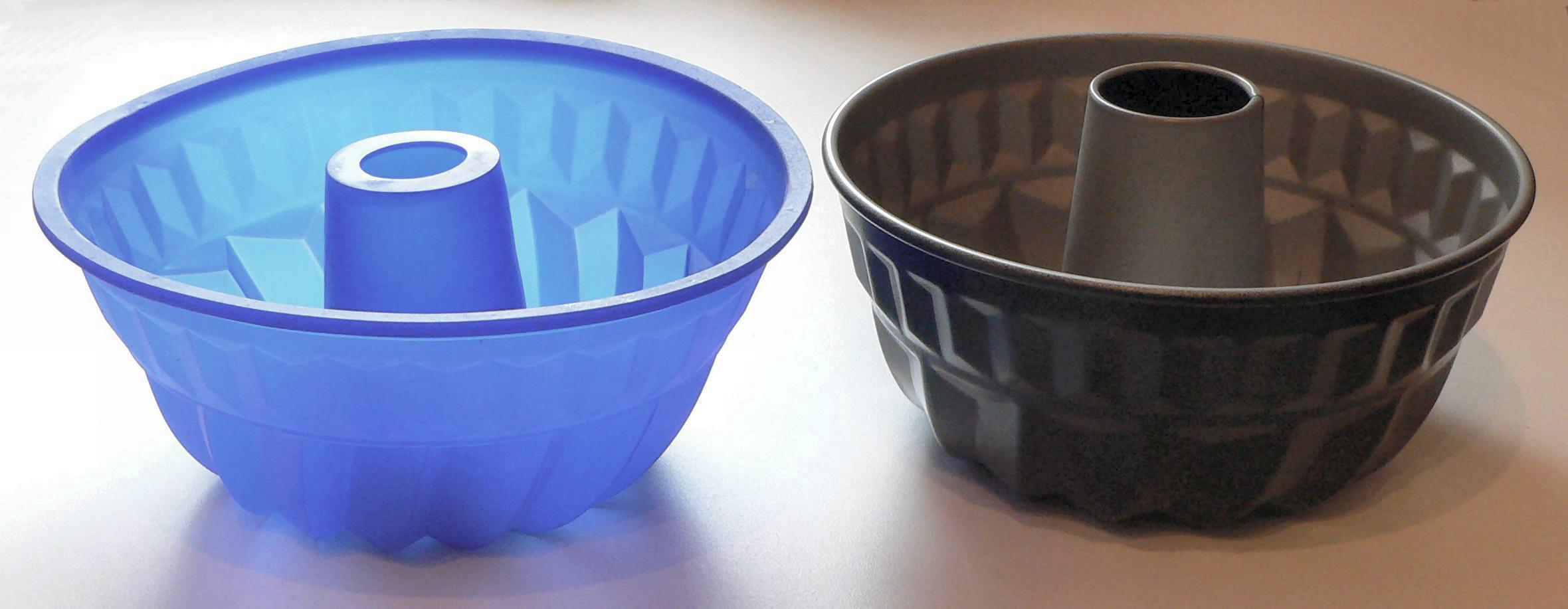
قالب کیک و ژله

قالب (به فرانسوی: Moule) ظروفی هستند که از مواد مختلف ساخته شده و معمولاً برای شکل‌دهی به غذا استفاده می‌شوند. قالب بیشتر برای شکل‌دهی به کیک، بستنی، ژله و غذاهای برنجی بکار می‌رود.
بهره‌گیری از قالب برای درست کردن غذاهای گوناگون در اشکال مختلف سابقه تاریخی طولانی دارد. در بازمانده‌های کاخی بابلی مربوط به سده هجدهم پیش از میلاد مسیح در کرانه‌های فرات در سوریه کنونی، قالب‌هایی دایره‌ای به شکل ماهی و جانوران پیدا شده‌اند. ساختن قالب‌هایی از برنز با پیش‌قالب مومی در ۱۷۶۶ تا ۱۱۰۰ پیش از میلاد در چین مرسوم بوده‌است و مصریان باستان نیز در ساخت شیرینی‌های خود از قالب‌هایی به شکل غاز و گاو بهره می‌گرفتند.
از قالب‌ها برای ساخت انواع گوناگونی از خوراکی‌ها از جمله نان زنجبیلی، شیرینی‌های به شکل حروف الفبا، کیک‌های فانتزی، و پنیر بهره گرفته می‌شود. قالب‌های غذایی از جنس‌های گوناگونی ساخته می‌شوند؛ ظروف مسی یا مس‌اندودشده، سرامیک، قلع، شیشه، یا آلومینیوم از جمله جنس‌های به کار رفته در ساخت چنین قالب‌هایی هستند. شکل آن‌ها نیز بسیار متنوع است و از شکل‌های ساده هندسی همچون شش‌ضلعی تا شکل جانوران (برای بیسکویت)، مخروط (برای بستنی)، گرد و دایره‌وار (برای کیک)، و صاف و کوتاه (برای نان) تغییر می‌کنند.

## آماده‌سازی قالب برای کیک
| آمادگی قالب                                                | موارد استفاده                                                                                  |
| ---------------------------------------------------------- | ---------------------------------------------------------------------------------------------- |
| بدون چرب کردن                                              | کیک غذای فرشته، کیک‌های شیفون                                                                   |
| بدون چرب کردن دیواره‌های قالب، استفاده از کاغذ برای ته قالب | کیک‌های جنوایی                                                                                  |
| چرب کردن و پاشیدن آرد                                      | کیک‌های پرچرب، کیک‌های شکلاتی و کیک‌های حلقه‌ای طرح‌دار یا هر کیکی که با قالب‌های طرح‌دار تهیه می‌شود. |
| چرب کردن و بکار بردن کاغذ روغنی                            | کیک‌های پرچرب، کیک‌های اسفنجی                                                                    |
| چرب کردن و بکار بردن کاغذ روغنی و پاشیدن آرد               | کیک‌های که دارای شکلات ذوب شده، میوه و سبزیجات هستند.                                           |